# オールドウィッチ

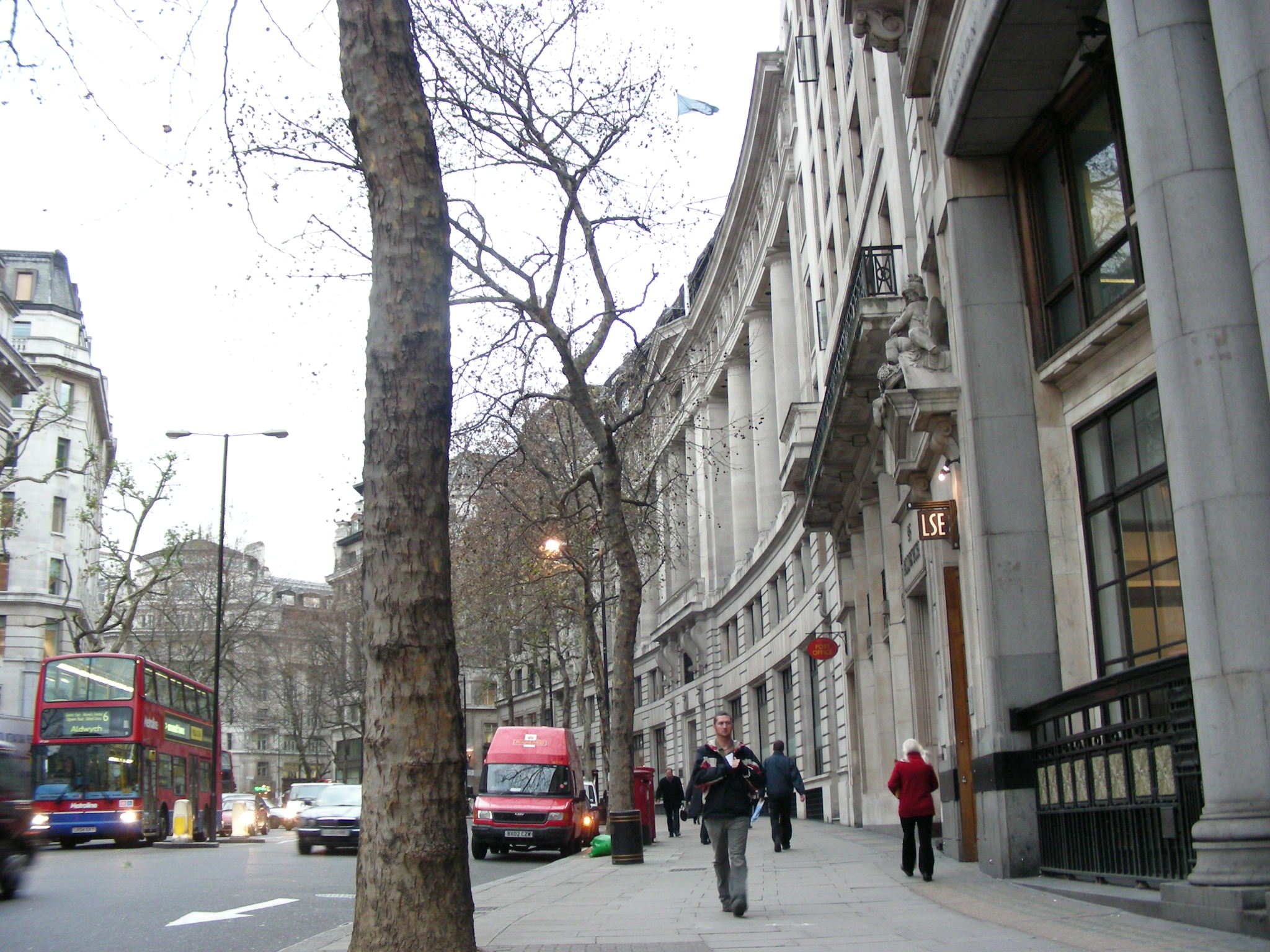
オールドウィッチ

オールドウィッチ (Aldwych) は、ロンドンのシティ・オブ・ウェストミンスター（ウェストミンスター区）に存在する街路およびその周辺の地区の名称。ウェストミンスター区の南東側にあり、カムデン区ホルボーン界隈、シティ・オブ・ロンドンの法曹街テンプル地区（ファーリンドン地区）と接し、王立裁判所はオールドウィッチ内にある。
道路は弓なりに曲がっており、西のストランドと東のフリート・ストリートとを結んでいる。弧の中心ではキングスウェイと交わる。ロンドン・スクール・オブ・エコノミクス（LSE）、ブッシュ・ハウス、オールドウィッチ・シアター、ダッチェス劇場、ウォルドーフ・ホテル、在英インド高等弁務官事務所などが存在し、ストランドとの境界付近にはオールドウィッチ地下鉄駅が建設された。
1905年、19世紀イギリスの政治家ウィリアム・グラッドストンの像がセント・クレメント・デーンズ教会付近に設置された。
1996年2月18日にIRA暫定派が仕掛けた爆発物が走行中の171番バスの中で爆発した。この事件では犯人が死亡し、8人の乗客がけがをおった。
名称の由来は古英語のealdとwicであり、古き辺ぴな農場を意味する。1211年の記録にはAldewichという名称が用いられている。